# Konrad Goldmann
Konrad Elchanan Goldmann (geb. 20. März 1872 in Tukum (heute Tukums), Kurland, damals Teil von Russland; gest. 15. Juli 1942 in Drancy) war ein jüdischer Unternehmer, Zionist und Opfer der Shoa.

## Leben
Zum Studium des Ingenieurwesens zog Konrad Goldmann nach Deutschland und machte 1900 in Mönchengladbach sein Diplom. Es folgte eine Ingenieurtätigkeit an verschiedenen, nicht näher bekannten Stellen. Im Jahr 1907 zog Goldmann nach Freiburg im Breisgau, wo er sich nach verschiedenen anderen Wohnsitzen im gehobenen Stadtteil Neuburg niederließ. 1913 gründete er mithilfe mitgebrachter Geldmittel die Draht- und Kabelwerke Freiburg (DKF) an der Wentzingerstraße. Er investierte gewinnbringend in die aufsteigende Elektrobranche und kam so zu einem ansehnlichen Vermögen. 
Ab 1921 lebte Konrad Goldmann mit seiner Ehefrau Robertine und seinen beiden Söhnen Martin und Max in einer eigens neugebauten Villa in der Mozartstraße 30. 
Goldmann war überzeugter und leidenschaftlicher Zionist und pflegte Kontakte zur 1897 gegründeten Zionistischen Ortsgruppe Freiburg um Dr. Max Moses Kaufmann. 
Nach der Hyperinflation 1923 versuchte Konrad Goldmann die DKF durch neue Produktionstechniken und Einsparmaßnahmen zu erhalten, was jedoch fehlschlug. So gingen um 1925 Vermögen und Fabrik verloren. Um 1924 trennte er sich zusätzlich von seiner Ehefrau und bekam in den folgenden Jahren noch zwei Kinder, Suzy und Gerd.
1930 zog Goldmann nach dem Verkauf seiner Villa in die Konradstraße 34 um. Nach dem wirtschaftlichen Schaden der Inflationszeit konnte er von 1930 bis 1932 als Eigentümer der Firma WEGO (Condensateurs et resistances électriques) neue Erfolge verzeichnen. Die Firma war im französischen Dreiländereck in Hégenheim im Elsass (Departement Haut-Rhin) ansässig. Sie produzierte unter anderem Stereokopfhörer und elektrische Widerstände und besaß Zweigstellen in Paris, London, Freiburg und anderen Großstädten. Goldmanns Sohn Martin war Miteigentümer. Nach der Machtübernahme der Nationalsozialisten emigrierte dieser am 31. März 1933 nach London. Am 19. August folgte ihm seine Ehefrau Friedel (geb. Schneider) mit ihren Kindern. Martin Goldmann leitete fortan die Londoner Zweigstelle der WEGO-Werke. Das örtliche NSDAP-Parteiorgan Der Alemanne verbreitete die Nachricht von seiner Auswanderung im Zusammenhang mit dem ersten organisierten Boykott jüdischer Geschäfte am 1. April 1933 als Triumphmeldung. Konrad Goldmann selbst war schon Ende 1932 in die Schweiz (vermutlich nach Basel) ausgewandert und ging später nach Hégenheim. Im Juli 1934 starb seine Ex-Frau Robertine in Freiburg. 1935 wurde Martin Goldmann vom WEGO-Aktionär und Buchhalter Hermann Rinklin davon überzeugt, ihm die Firma ohne Einverständnis seines Vaters zu verkaufen. Es ist möglich, dass der Verkauf Teil der nationalsozialistischen Zwangsarisierung jüdischer Unternehmen war. Konrad Goldmann erhielt bei diesem Geschäft kein Geld und konnte Rinklin juristisch nicht belangen, da er als Jude nur noch sehr eingeschränkte Rechte besaß. Erst nach dem Ende des Dritten Reichs, das ihm offenbar schon damals als sicher galt, wollte er in dieser Sache tätig werden. 
Martin Goldmann starb 1935 – vermutlich durch Selbstmord. Sein Tod war ein großer Schock für seinen Vater und verschlechterte dessen im Exil ohnehin schon angeschlagene psychische Situation noch weiter. Trotzdem setzte er sich stark für deine Schwiegertochter Friedel ein, um ihr als Martins – und nun seiner – Universalerbin zu ihrem Recht zu verhelfen. 
Mit Beginn des Zweiten Weltkriegs wurde Konrad Goldmann aus dem Elsass in die Stadt Dax in der Nähe der südfranzösischen Atlantikküste evakuiert. Goldmanns finanzielle Situation wurde nun so prekär, dass er sich nach Aussagen seiner Schwiegertochter nicht einmal das Porto für regelmäßige Briefe leisten konnte. 
Trotz seines leidenschaftlichen Zionismus und anderslautenden Gerüchten unter seinen Mitarbeitern sah er laut Briefen zu keiner Zeit die Option einer Auswanderung nach Palästina. Er hatte offenbar noch Hoffnungen auf einen baldigen Zusammenbruch des Nationalsozialismus und einen folgenden wirtschaftlichen Neuanfang, im Gelobten Land dagegen sah er keine Lebensgrundlage für sich. Auswanderungsabsichten stritt er vehement ab:
„Ich weiss auch nicht, was ich in P[alästina] soll u[nd] wovon ich dort leben soll. An sich hat jeder Zionist – u[nd] auch ich bin ein solcher – die Sehnsucht in P[alästina] zu leben. Aber von der Sehnsucht allein kann man doch nicht leben, es muss doch auch eine wirtschaftliche Grundlage […] vorhanden sein. Oder aber eine solche Uebersiedlung nach P[alästina] kann von der absoluten Aussichtslosigkeit der Existenzmöglichkeit […] diktiert sein. Da beides auf mich nicht zutrifft, so liegt bei mir höchstens ein ideelles Interesse, aber keine praktische Uebersiedlungsabsicht vor.“
Nach dem Einmarsch der Deutschen Wehrmacht in Frankreich 1940 konnte Konrad Goldmann noch längere Zeit einer Verhaftung entgehen, obwohl Dax in der deutschen Besatzungszone lag. 1942 jedoch wurde er von der Gestapo verhaftet und ins Sammellager Drancy nördlich von Paris gebracht, wo er nach nur neun Tagen Haft am 15. Juli starb.

## Zionismus & Markenhof

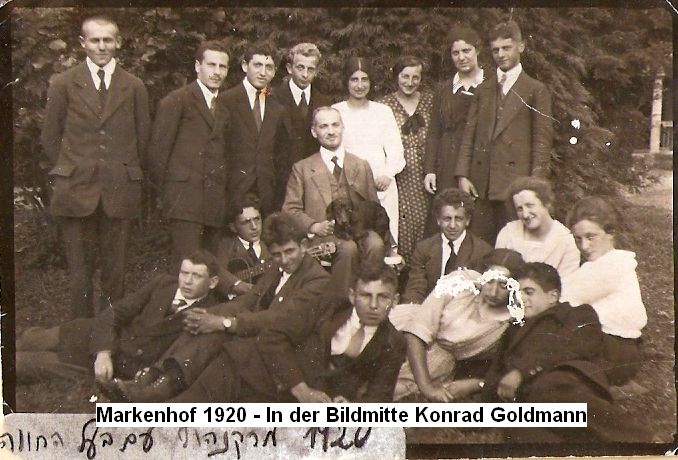
Konrad Goldmann (in der Bildmitte sitzend) im Kreise von Hachschara-Eleven (1920)

Am 27. Dezember 1918 gründete Konrad Goldmann zusammen mit seiner Ehefrau und einigen anderen Freiburger Zionisten die zweite zionistische Organisation in Freiburg mit dem Namen Jüdischer Landwirtschaftsverein „Der Pflug (Hamachreschah)“, zu deren Vorsitzenden auf Lebenszeit er gewählt wurde. 
Im Januar 1919 kaufte der Pflug mit Mitteln von Konrad Goldmann den Markenhof in Burg am Wald bei Kirchzarten sowie ein Weingut am Kaiserstuhl. Unter der Leitung von Alexander Moch wurde eine Landwirtschaft betrieben, die als Hachscharah, das heißt der Vorbereitung auf die Alija (Auswanderung) nach Palästina diente. Zu diesem Zweck nahm Goldmann am Markenhof umfangreiche Umbauarbeiten vor, so wurden ein mehrstöckiges Wohnhaus und eine Synagoge mit rituellem Bad (Mikwe) errichtet. Durch diesen Ausbau steigerte sich der „Ertragswert“ des Hofes bis 1921 auf etwa 650.000 Mark. Das Lehrgut gilt als erste derartige Einrichtung deutscher Juden.
Zwischen 1919 und 1924 wohnten und arbeiteten konstant zwischen 10 und 20 „Eleven“ auf dem Markenhof. Im Dezember 1921 wanderte die erste Pioniergruppe von vier Frauen und drei Männern nach Palästina aus. Nach einigen unterschiedlichen Niederlassungen, unter anderem in Ein Ganim in der Scharonebene und Umm Dschuni im Jordantal, ließ sich die Gruppe schließlich im September 1927 am See Genezareth nieder und gründete dort den Kibbuz Beit Zera. Es war dies der erste ausschließlich von deutschen Juden gegründete Kibbuz in Palästina.
Es gibt Aufzeichnungen über eine zweite elfköpfige Auswanderergruppe vom Markenhof, die 1923 nach Palästina aufbrach. Ihr weiteres Schicksal ist jedoch noch nicht aufgearbeitet worden. 
Nachdem Goldmann sein Vermögen verloren hatte, verkaufte der Pflug den Markenhof im Jahr 1925 an das Evangelische Stift Freiburg. Der Jüdische Landwirtschaftsverein ruhte nun, bestand aber noch bis 1931 und wurde schließlich in der letzten Generalversammlung am 3. Juli mit einem Defizit von 33.950 Reichsmark aufgelöst und wenig später aus dem Vereinsregister gelöscht.

## Ehrungen
Im Freiburger Stadtteil Wiehre ist eine Straße nach Konrad Goldmann benannt. Im Januar 2005 wurde vom Künstler Gunter Demnig ein Stolperstein im Gedenken an Konrad Goldmann an seiner ehemaligen Wohnadresse Mozartstraße 30 verlegt. Für seine von ihm getrennt lebende Ehefrau Robertine Goldmann wurde ein Stolperstein an ihrer ehemaligen Wohnadresse Mozartstraße 14 verlegt.